# Tauricaphis arabisi
Tauricaphis arabisi är en insektsart. Tauricaphis arabisi ingår i släktet Tauricaphis och familjen långrörsbladlöss. Inga underarter finns listade i Catalogue of Life.